# زیردریایی اینفلکسیبل (اس۶۱۵)
زیردریایی اینفلکسیبل (اس۶۱۵) (به انگلیسی: French submarine Inflexible (S615)) یک زیردریایی بود که طول آن ۱۳۰ متر (۴۳۰ فوت) بود. این زیردریایی در سال ۱۹۸۲ ساخته شد.